# Geogamasus fibularis
Geogamasus fibularis är en spindeldjursart som beskrevs av Wolfgang Karg 1976. Geogamasus fibularis ingår i släktet Geogamasus och familjen Ologamasidae. Inga underarter finns listade i Catalogue of Life.